# Festival maghrébin du film Oujda
 (mars 2023).
La mise en forme du texte ne suit pas les recommandations de Wikipédia : il faut le « wikifier ».
Les points d'amélioration suivants sont les cas les plus fréquents. Le détail des points à revoir est peut-être précisé sur la page de discussion.
- Les titres sont pré-formatés par le logiciel. Ils ne sont ni en capitales, ni en gras.
- Le texte ne doit pas être écrit en capitales (les noms de famille non plus), ni en gras, ni en italique, ni en « petit »…
- Le gras n'est utilisé que pour surligner le titre de l'article dans l'introduction, une seule fois.
- L'italique est rarement utilisé : mots en langue étrangère, titres d'œuvres, noms de bateaux, etc.
- Les citations ne sont pas en italique mais en corps de texte normal. Elles sont entourées par des guillemets français : « et ».
- Les listes à puces sont à éviter, des paragraphes rédigés étant largement préférés. Les tableaux sont à réserver à la présentation de données structurées (résultats, etc.).
- Les appels de note de bas de page (petits chiffres en exposant, introduits par l'outil «  Source ») sont à placer entre la fin de phrase et le point final[comme ça].
- Les liens internes (vers d'autres articles de Wikipédia) sont à choisir avec parcimonie. Créez des liens vers des articles approfondissant le sujet. Les termes génériques sans rapport avec le sujet sont à éviter, ainsi que les répétitions de liens vers un même terme.
- Les liens externes sont à placer uniquement dans une section « Liens externes », à la fin de l'article. Ces liens sont à choisir avec parcimonie suivant les règles définies. Si un lien sert de source à l'article, son insertion dans le texte est à faire par les notes de bas de page.
- La présentation des références doit suivre les conventions bibliographiques. Il est recommandé d'utiliser les modèles {{Ouvrage}}, {{Chapitre}}, {{Article}}, {{Lien web}} et/ou {{Bibliographie}}. Le mode d'édition visuel peut mettre en forme automatiquement les références.
- Insérer une infobox (cadre d'informations à droite) n'est pas obligatoire pour parachever la mise en page.

Pour une aide détaillée, merci de consulter Aide:Wikification.
Si vous pensez que ces points ont été résolus, vous pouvez retirer ce bandeau et améliorer la mise en forme d'un autre article.
Le Festival maghrébin du film d'Oujda est un festival de cinéma qui a lieu chaque année à Oujda, une ville située dans l'est du Maroc. Le festival a pour objectif de promouvoir le cinéma maghrébin et d'encourager la création cinématographique dans la région. 
Le festival est organisé par l'association ciné Maghreb,  en collaboration avec la Direction régionale de la culture d'Oujda et la Fondation Mohammed VI pour la promotion des œuvres sociales.
Le festival accueille des projections de films, des compétitions de courts et longs métrages, des ateliers, des débats, des rencontres avec des réalisateurs et des acteurs, ainsi que des soirées de gala et des événements culturels.
Le festival a connu une forte affluence au fil des années et est devenu un rendez-vous incontournable pour les cinéphiles et les professionnels du cinéma maghrébin. Il a également contribué à mettre en lumière de nombreux talents du cinéma dans la région et à favoriser les échanges et la coopération entre les différents pays du Maghreb.